# Macaranga lutescens
Macaranga lutescens là một loài thực vật có hoa trong họ Đại kích. Loài này được (Pax & Lingelsh.) Pax mô tả khoa học đầu tiên năm 1914.